# 札幌三信倉庫
札幌三信倉庫株式会社（さっぽろさんしんそうこ）は、北海道札幌市に本社を置く倉庫会社。荷物の、保管・荷役から加工、配送まで、書類保管を行っている会社である。

## 沿革
- 1961年4月  会社設立　資本金600万円　本社所在地　札幌市白石区東札幌6条2丁目10番地
- 1967年11月　大谷地流通センター進出
- 1972年5月  本社社屋および本社倉庫落成　本社移転　札幌市白石区東札幌6条1丁目2番30号
- 1984年8月　札幌三信運輸株式会社設立　一般区域貨物自動車免許を譲渡
- 1985年4月　トランクルーム・データ保管センター開設
- 1990年5月　本格的トランクルームの複合ビル「蔵・デ・イン」落成
- 1996年7月　石狩事業所開設
- 1996年9月　医薬品販売業の許可取得
- 2001年9月　株式会社サンクラフト設立、RV車専用モータープール事業を開始
- 2004年2月　「蔵・デ・イン」に虹彩認証による入退出管理システムを導入
- 2006年10月　経済産業省「IT経営百選／最優秀企業」認定
- 2007年12月　情報セキュリティマネージメントシステム「ISO/IEC20071:2005」認証取得
- 2008年3月　北海道経済産業局長表彰、平成19年度「北海道ＩＴ経営貢献賞」受賞

## 関連会社
- 札幌三信運輸株式会社
- 株式会社サンクラフト

## 関連
- 荷役
- 物流
- トランクルーム